# Stilbognathus longispinus
Stilbognathus longispinus is een krabbensoort uit de familie van de Epialtidae. De wetenschappelijke naam van de soort is voor het eerst geldig gepubliceerd in 1974 door Griffin & Tranter.